# دریاچه خانتایسکویه
دریاچه خانتایسکویه (انگلیسی: Lake Khantayskoye) یک دریاچه در سرزمین کراسنویارسک کشور روسیه است.